# Nélson Matilde Miranda
Nélson Matilde Miranda, mais conhecido como Nelsinho (Nova Lima, 16 de março de 1945), é um ex-futebolista brasileiro que atuava como atacante.

## Carreira
Nelsinho começou no Guarani e foi contratado pelo São Paulo em 1967. Em quatro anos no clube, não conseguiu se firmar como titular, mas era reconhecido como boa opção de banco. Em 1971 recebeu passe livre e foi contratado pelo Barcelona do Equador, tendo estreado em 20 de junho. Ficaria no Barcelona até 1977 e tornar-se-ia o maior goleador em jogos oficiais da história do clube, com 76 gols. Ele seria ultrapassado por Washington Muñoz e hoje ocupa o quarto posto entre os goleadores do clube, mas ainda é o estrangeiro com mais gols na história do Barcelona. Foi também o artilheiro do Campeonato Equatoriano de 1972, com quinze gols. Naturalizou-se equatoriano em 1978.
Depois de aposentado, foi convidado pelo São Paulo para treinar equipes das divisões de base do clube. Durante a Libertadores de 1992 chegou a dar dicas para Telê Santana sobre o Barcelona, adversário do tricolor nas semifinais.

## Títulos
Atlético Paranaense
- Campeonato Paranaense: 1970[7]

Barcelona-EQU
- Campeonato Equatoriano: 1971[8]

Emelec
- Campeonato Equatoriano: 1979[9]

### Artilharias
- Artilheiro do Campeonato Equatoriano: 1972 (15 gols)[5]